# 明治31年洪水
明治31年洪水は、明治31年（1898年）9月に東日本・北日本を襲った水害である。石狩川の氾濫などにより北海道で深刻な被害となった。

## 概要
9月6日から8日にかけて東日本・北日本を襲った台風により、関東地方では利根川などの河川が氾濫するなどした。北海道でも被害は甚大で、特に石狩川の流域は大きな被害を受けた（氾濫面積は約1,500km2）。3日間雨量は、札幌で158mm、旭川で163mmであった。9月10日、石狩川は過去最高の8.2mという水位を記録。現在の石狩大橋付近の最高水位は8.24mに達した。この洪水は石狩川治水事業の契機となった。

## 被害
- 死者・行方不明者 112人[1]
- 全壊・流失家屋 2,010戸
- 半壊・損壊家屋 285戸
- 床上浸水 13,839戸
- 床下浸水 2,508戸
- 被災家屋総数 18,642戸
- 被害総額 840万円